# Західні Румунські гори
Західні Румунські гори, Апусени (Munţii Apuseni), частина гірської системи Карпат на заході Румунії.
Обмежені на заході Середньодунайською низовиною, на півночі — долиною р. Сомеш, на сході — Трансильванським плато, на півдні — долиною р. Муреш.
Складені гранітами, кристалічними сланцями, вапняками й вулканічними породами, що зумовило надзвичайну різноманітність форм рельєфу. В Апусенах виділяються: центральний платоподібний гірський масив Біхор заввишки до 1848 м; вапнякові гори Траскеу (до 1370 м) і Металіч (до 1438 м), на заході — хребти Кодру (1112 м), Зеранд і Педуря-Краюлуй (нижче 1000 м): на півночі — хребти Мезеш, Плопіш і Феджет.
На плоских хребтах — гірські луки, використовувані як пасовище для овець, нижче хвойні і букові ліси, в західних низькогір'ях — діброви; широкі долини й міжгірські улоговини з бурими лісовими ґрунтами розорані. Лісозаготівлі; родовища золота, срібла, поліметалів і ртуті в горах Металіч, бокситів; ломка мармуру, андезиту і вапняку.